# Gładkokrowiak okazały

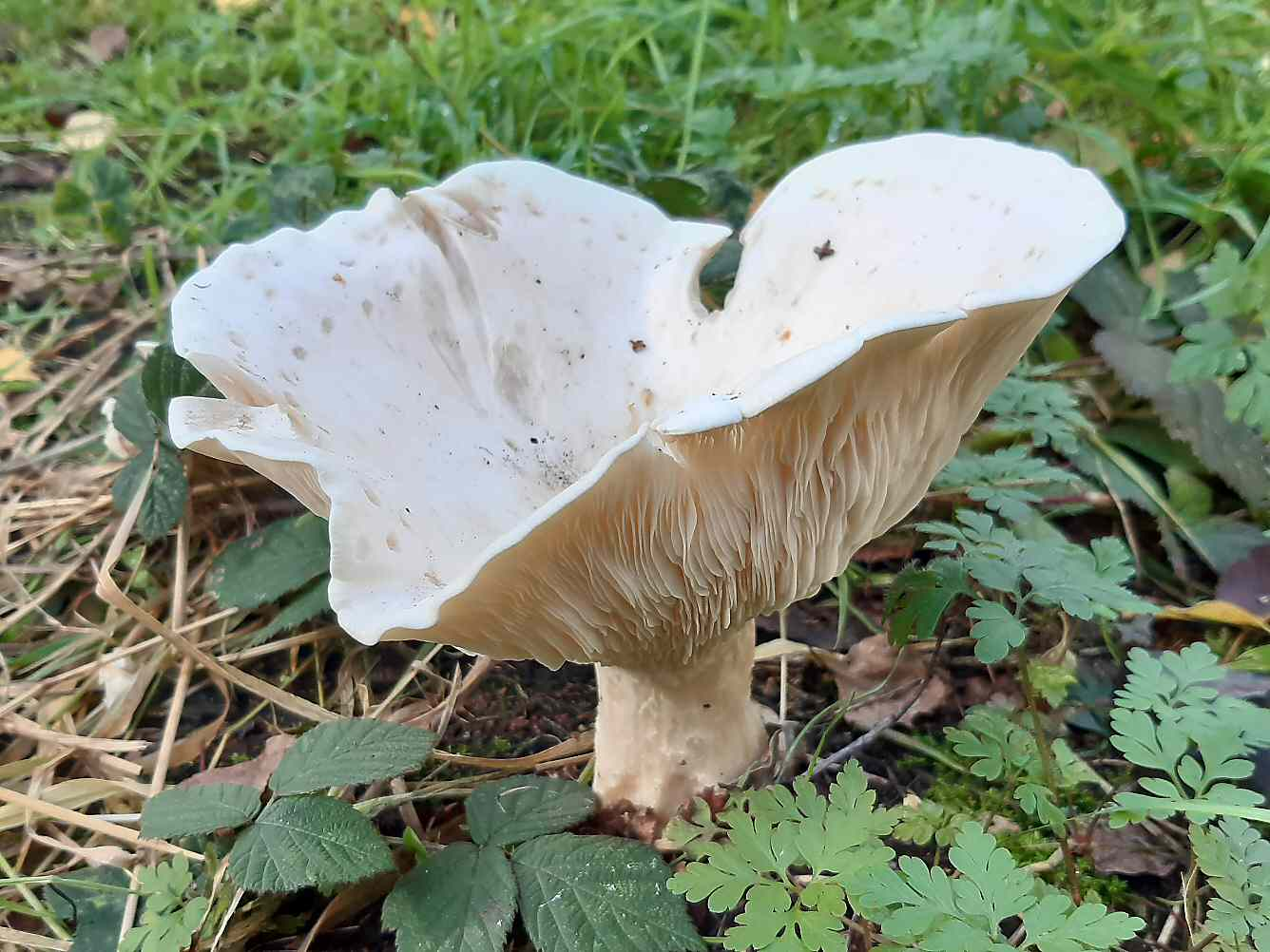

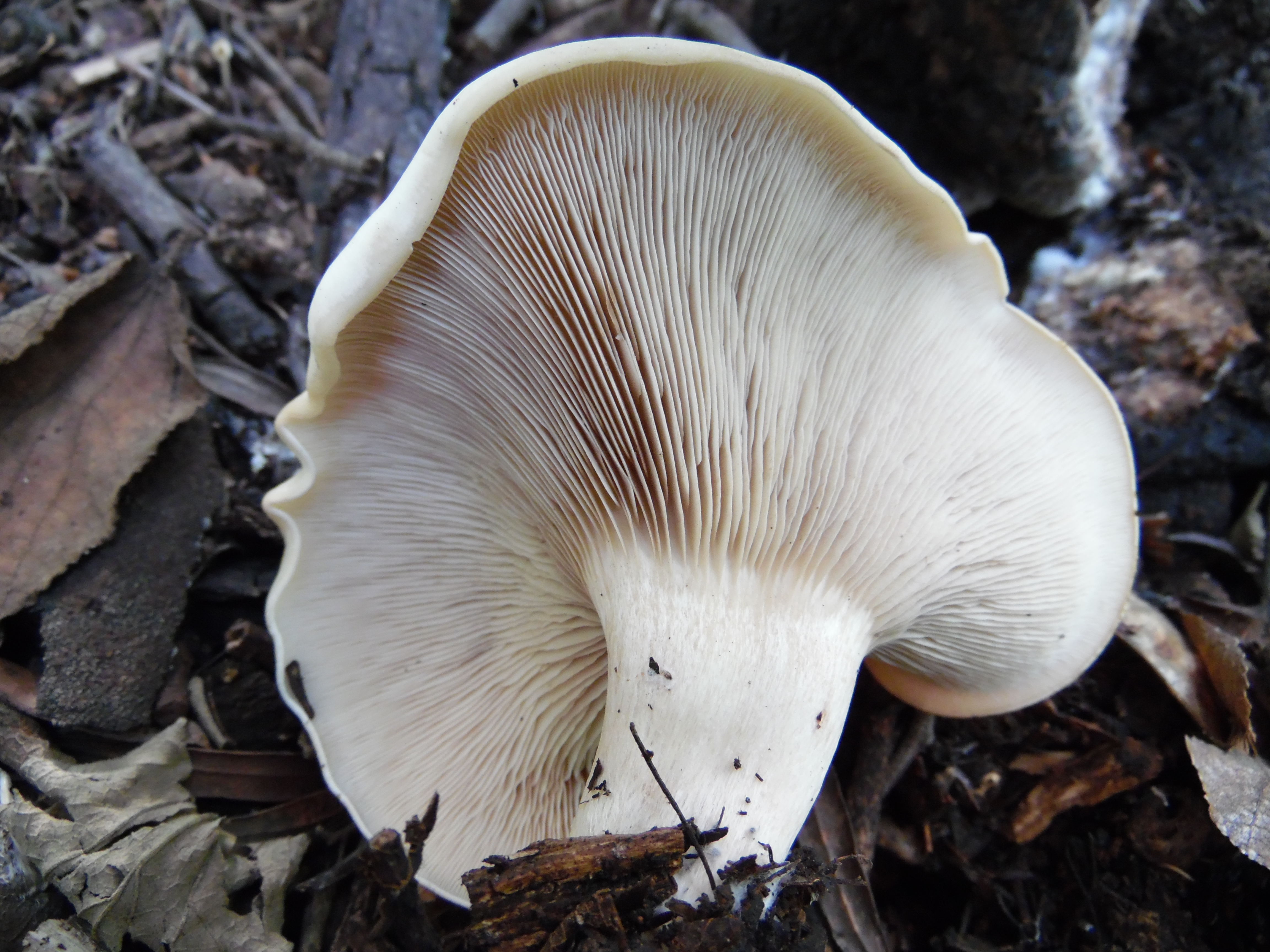

Gładkokrowiak okazały, białokrowiak okazały (Aspropaxillus giganteus (Sowerby) Kühner & Maire) – gatunek grzybów należący do rzędu pieczarkowców (Agaricales).

## Systematyka i nazewnictwo
Pozycja w klasyfikacji według Index Fungorum: Aspropaxillus, Tricholomataceae, Agaricales, Agaricomycetidae, Agaricomycetes, Agaricomycotina, Basidiomycota, Fungi.
Po raz pierwszy zdiagnozował go James Sowerby w 1800 r., nadając mu nazwę Agaricus giganteus. Obecne miano, uznane przez Index Fungorum, nadali mu Robert Kühner i René Charles Maire w 1934 r.
Nazwę polską białokrowiak okazały zaproponował Władysław Wojewoda w 2003 r. Po przeniesieniu gatunku do rodzaju Aspropaxillus nazwa ta stała się niespójna z naukową. Komisja ds. Polskiego Nazewnictwa Grzybów Polskiego Towarzystwa Mykologicznego zarekomendowała używanie nazwy gładkokrowiak okazały w 2025 r.
Synonimy:
- Agaricus giganteus Sowerby 1800
- Clitocybe gigantea (Sowerby) Quél. 1872
- Leucopaxillus giganteus (Sowerby) Singer 1939
- Leucopaxillus giganteus subsp. buekkensis Bohus 1958
- Leucopaxillus giganteus var. coalescens Calonge & M. Seq. 2003
- Omphalia geotropa var. gigantea (Sowerby) Quél. 1886
- Paxillus giganteus (Sowerby) Fr. 1874

## Morfologia
Kapelusz
O średnicy 10–35 cm, początkowo łukowaty, potem płaski, na koniec lejkowato wklęsły, zawsze bez garba. Brzeg początkowo podwinięty i delikatnie owłosiony, u dorosłych okazów ostry i faliście powyginany. Rekordowy okaz miał kapelusz o średnicy 45 cm.
Blaszki
Gęste, wąskie, sprężyste i głęboko zbiegające na trzon. U młodych okazów białe, u starszych skórzastożółtawe, na koniec brązowe. Po uciśnięciu brązowieją.
Trzon
Wysokość 5–10 cm, szerokość 2–4 cm, twardy, pełny, włóknisty. Początkowo biały, potem coraz ciemniejszy, w końcu brudnobrązowy.
Miąższ
Twardy, o barwie od białej do kremowobiałej, po ususzeniu brązowy, u starszych okazów wodnisty. Smak słodkawy, zapach spermy.
Wysyp zarodników
Biały. Zarodniki elipsoidalne, gładkie, 6–9 × 4–5,5 μm, słabo amyloidalne.
Gatunki podobne
- Lejkówka żółtobrązowa (Infundibulicybe gibba). Jest również biaława i lejkowata, ale znacznie mniejsza, a jej zarodniki są nieamyloidalne i nie elipsoidalne, lecz pestkowate[6].
- Infundibulicybe geotropa. Jest lejkowata, ale zwykle mniejsza z wyższym trzonem. Jej zarodniki są nieamyloidalne[6]. Na kapeluszu ma zawsze wydatny garbek[5].

## Występowanie i siedlisko
Gładkokrowiak okazały jest szeroko rozprzestrzeniony w Ameryce Północnej i Europie. Odnotowano jego występowanie także w Korei, Japonii i na Nowej Zelandii. Władysław Wojewoda w zestawieniu wielkoowocnikowych grzybów podstawkowych Polski przytacza tylko 3 jego stanowiska z uwagą, że rozprzestrzenienie i stopień zagrożenia tego gatunku nie są znane. Bardziej aktualne stanowiska podaje internetowy atlas grzybów. Zaliczony w nim jest do gatunków rzadkich i wartych objęcia ochroną.
Naziemny grzyb saprotroficzny. Występuje na łąkach, pastwiskach, w sadach, ogrodach i innych trawiastych miejscach, w świetlistych lasach liściastych i mieszanych. Owocniki od lipca do października. Czasami tworzy czarcie kręgi.

## Znaczenie
- Jest grzybem jadalnym[5], ale o małej wartości smakowej. Najlepiej przed ugotowaniem pokroić go w cienkie paski. Nadaje się do zup, risotto i do sosów[6].
- Zawiera klitocybinę A i B. Substancje te hamują rozwój prątka gruźlicy[9].